# Eddie Stone
Patrick Marano, dit Eddie Stone, né le 15 avril 1977, est un acteur canadien de films pornographiques gays,.

## Carrière
Stone est découvert à Los Angeles (Californie) alors qu'il danse dans un nightclub. Avant de venir à Los Angeles, il était présentateur sur la première radio commerciale gay et lesbienne, 103.9 Proud FM à Toronto, Ontario. Il apparaît sur le site internet de Chi Chi LaRue avant de passer un contrat exclusif avec le studio Rascal Video. Entre 2003 et 2005, il participe à 14 productions Rascal (parmi les plus notables : When in Rome, Stone Fox, Eddie Stone's Private Screening, Set in Stone et Master of the House. Pendant sa période chez "Rascal" il fait la couverture de plusieurs magazines gays : XXXShowcase, [2], Rascal magazine (l'édition limitée) et Unzipped.
En 2005, il gagne le prix du "Meilleur nouveau venu" aux GayVN Awards et également aux Grabby Awards.

## Filmographie
- Bolt (Rascal Video, 2004)
- Deceived (Rascal Video, 2005)
- Eddie Stone's Private Screening (Rascal Video, 2005)
- Hole Patrol (Rascal Video, 2004)
- Workload (JetSetMen, mars 2007)
- The Stone Age (Eon Films, 2007)